# Como pan caliente
Como pan caliente fue una telecomedia argentina transmitida entre 1996 y 1997 por Canal 13.

## Sinopsis
Tres mujeres son dueñas de una panadería en la que ocurrirán diferentes historias entre ellas y sus familias.

## Elenco
- María Valenzuela como Marcela.
- Mirta Busnelli como Margarita.
- Marita Ballesteros como Virginia.
- Leonor Benedetto como Claudia.
- Mario Pasik como Horacio.
- Mauricio Dayub como Federico.
- Carmen Barbieri como Silvia.
- Fabián Mazzei como Andrés.
- Osvaldo González como Poli.
- Ricardo Lavié como Fermín.
- Luis Longhi como Gustavo.
- Magela Zanotta como Lucila.
- Ximena Fassi como Carolina.
- Manuel Tessi como Sebastián.
- Andrea Politti como Alicia.
- Hugo Castro y Ernesto Larrese como Áxel.
- Guido Massri como Martín.
- Sabrina Carballo como Valeria.
- Ana María Colombo como Teresa.
- Daniela Nirenberg
- Liz Balut como Silvina.
- Norma Ibarra como Mabel.
- Paulino Andrada como Cabezón.
- Adriana Lanata como Mecha.
- Nadia Albanense como Pelusa.
- Julieta Cardinali como Melina.
- César Bordón como Francois.
- María Laura Guez como Cristina.
- Emilio Comte como Arnoldo.
- María Carámbula como Marina.
- Monica Gonzaga
- Jean Pierre Noher como Eduardo.
- Mabel Pesen como Ada.
- Nya Quesada como Dora.
- Elvira Vicario como Angélica.
- Claudia Albertario como Andrea.
- Marcos Palmiero como Ariel.
- Enrique Mazza como José.
- Gogó Andreu como Yacaré.
- José Malta como Chofer Gordo.
- Esteban Molina como Fernando.
- Juan Carrasco como Vito Carbone.
- Bas como La Perra.
- Leandro López como Gabo.
- Marta Bianchi
- Tina Serrano como Inés.
- Luis Luque como Natalio.
- Alberto Martín como Carlos Alberto.
- Luciano Castro como Lucas.
- Lorenzo Quinteros como Gabriel.
- Claudia Fontán
- Gabriel Gibot como César.
- Rubén Stella como Carlos.
- Santiago Bal
- Julieta Díaz como Empleada.
- Diana Lamas
- Gladys Florimonte como Lili
- Guido Gorgatti
- Diego Ramos
- María Roji
- Pochi Ducasse
- Marcelo Alfaro
- Guillermo Rico
- Juan Manuel Tenuta
- Ana Acosta
- Lucrecia Blanco
- Evon Correia
- Claribel Medina
- Manuel Callau
- Pablo Carnaghi
- Diego García
- Nicolás Scarpino
- Mike Amigorena
- Héctor Biuchet
- Tania